# Paradidyma apicalis
Paradidyma apicalis là một loài ruồi trong họ Tachinidae.